# Acetato de zinc
El acetato de zinc es el compuesto químico con fórmula Zn(O2CCH3)2, que habitualmente se produce como dihidrato Zn(O2CCH3)2(H2O)2. Tanto la forma hidratada como la anhidra son sólidos incoloros que se utilizan normalmente en la síntesis química y como suplementos dietéticos. Los acetatos de zinc son preparados por acción del ácido acético sobre el carbonato de zinc o sobre el zinc metálico. Cuando se usa como aditivo alimentario, tiene el número E650.

## Propiedades básicas y estructura
Al igual que prácticamente todos los compuestos de zinc, el acetato de zinc se compone de iones Zn 2+. El grupo acetato es capaz de unirse a los iones metálicos en una variedad de formas a través de sus dos átomos de oxígeno y se observan varios tipos de enlace para los diferentes hidratos de acetato de zinc. El acetato de zinc anhidro adopta una estructura polimérica compuesta de zinc coordinado a cuatro átomos de oxígeno en forma tetraédrica, donde cada tetraedro se conecta a los vecinos por los grupos acetato. Los ligandos de acetato no son bidentados. En cambio, la mayoría de los diacetatos de metales disponen al metal en coordinación octaédrica con grupos acetato bidentados. En el acetato de zinc dihidratado el zinc es octaédrico, donde los dos grupos de acetato son bidentados.

## Acetato de zinc básico
Calentar Zn(CH3CO2)2 en el vacío resulta en la pérdida de anhídrido acético, dejando un residuo de acetato de zinc básico, con la fórmula Zn4O (CH3CO2)6. El clúster de este compuesto tiene la estructura tetraédrica que se muestra a continuación. Esta especie se parece mucho al compuesto de berilio correspondiente, aunque las distancias Zn-O son ligeramente más largas, aproximadamente 1.97 vs. 1.63 Å para Be4O(OAc)6.

## Aplicaciones

### Aplicaciones medicinales y dietarias
El acetato de zinc se utiliza como suplemento dietético y en pastillas utilizadas para tratar el resfriado común. Se cree que el acetato de zinc solo es un tratamiento más efectivo que el gluconato de zinc.
El acetato de zinc también puede utilizarse para tratar deficiencias de zinc. Como suplemento diario por vía oral, se utiliza para inhibir la absorción corporal de cobre como parte del tratamiento para la enfermedad de Wilson. El acetato de zinc es el mejor fármaco de mantenimiento para esta enfermedad. También se vende como astringente en forma de ungüento tópico para combatir la picazón, o bien en combinación con un antibiótico como la eritromicina para el tratamiento tópico del acné.
En la goma de mascar, el acetato de zinc es un refrescante del aliento bucal e inhibidor de la placa bacteriana.

### Aplicaciones industriales
Las aplicaciones industriales incluyen la conservación de la madera, la fabricación de otras sales de zinc o polímeros, la fabricación de acetato de etileno, como tinte mordiente y como reactivo analítico.
El acetato de zinc es un precursor a través de un sol-gel de los semiconductores transparentes de óxido de zinc.
El acetato de zinc también se utiliza en algunas centrales nucleares para protección del circuito primario. El zinc crea una capa protectora en el circuito primario que mejora la química del sistema.